# 日羽站
日羽站（日语：／ Hiwa eki */?）是位於岡山縣總社市日羽草部，西日本旅客鐵道（JR西日本）的伯備線車站。車站編號為「JR-V09」。

## 歷史
- 1956年（昭和31年）5月15日 - 伯備線豪溪站至美袋站之間開設此站。
  - 當時車站地址為岡山縣吉備郡昭和町（日语：昭和町 (岡山県)）日羽。
- 1970年（昭和45年）9月7日 - 隨著豪溪站至美袋站之間成為雙線鐵路，車站遷移至此地。
- 1972年（昭和47年）4月22日 - 昭和町編入至總社市（第一次），車站地址為岡山縣總社市日羽草部。
- 1987年（昭和62年）4月1日 - 伴隨國鐵分割民營化，車站由西日本旅客鐵道（JR西日本）營運。
- 2005年（平成17年）3月22日 - 隨著總社市（第二次）成立，車站地址為岡山縣總社市日羽草部。
- 2007年（平成19年）
  - 7月1日 - 引入可接受ICOCA的自動閘機。
  - 9月1日 - 此站可以使用IC卡「ICOCA」。

## 車站構造

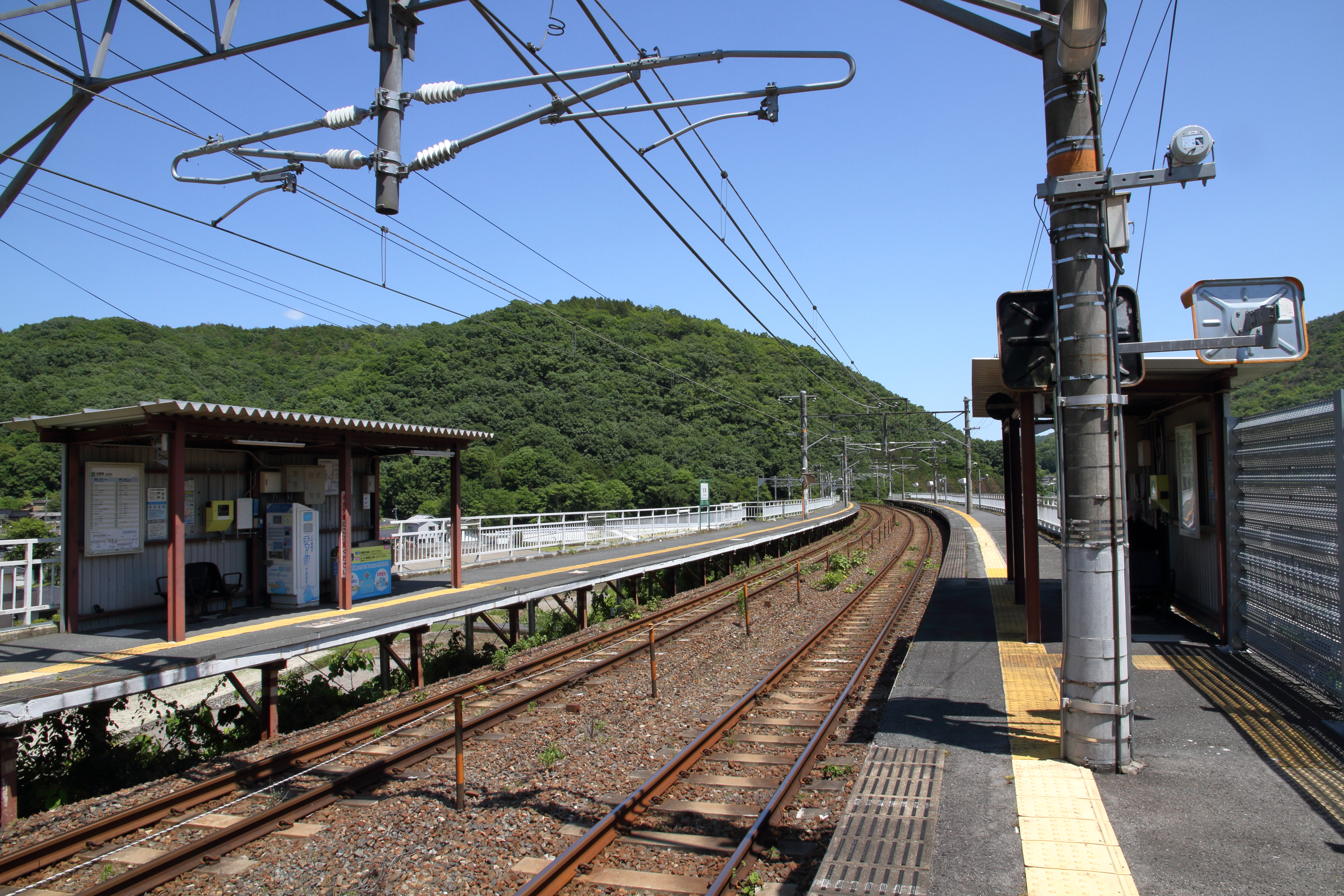
月台（2024年6月）

車站是一座位於路海堤上地面車站，設有2面2線的相對式月台。車站位於隧道與隧道之間的山谷處。車站設有轉轍器和絶對信號機，被定義為停留所。車站出入口與月台之間只設有樓梯。
車站由倉敷站管理，為無人車站。車站可以使用ICOCA與其互相可以使用的IC卡。兩月台上各設有候車室，該候車室在2006年（平成18年）11月遷移至近樓梯的位置。在2007年（平成19年）夏季，車站內設有簡易型自動售票機，下行月台的自動售票機於2014年（平成26年）2月撤走，自從只有上行月台設有自動售票機。

### 月台
| 月台 | 路線   | 上下行 | 方向           |
| ---- | ------ | ------ | -------------- |
| 南邊 | 伯備線 | 下行   | 新見、米子方向 |
| 北邊 | 伯備線 | 上行   | 倉敷、岡山方向 |

※在旅客資訊上沒有編排月台編號。

## 使用狀況
以下為近年1日平均乘車人次列表：
| 乘車人次變化 | 乘車人次變化    |
| 年度         | 1日平均乘車人次 |
| ------------ | --------------- |
| 1999         | 133             |
| 2000         | 127             |
| 2001         | 131             |
| 2002         | 129             |
| 2003         | 132             |
| 2004         | 124             |
| 2005         | 110             |
| 2006         | 102             |
| 2007         | 104             |
| 2008         | 100             |
| 2009         | 93              |
| 2010         | 95              |
| 2011         | 93              |
| 2012         | 103             |
| 2013         | 101             |
| 2014         | 103             |
| 2015         | 92              |
| 2016         | 92              |
| 2017         | 92              |
| 2018         | 88              |

## 車站周邊
- 高梁川
- 國道180號（日语：国道180号）
- 日羽谷川
- 日建租賃株式會社岡山總社工場

## 相鄰車站
西日本旅客鐵道
 伯備線
豪溪（JR-V08）－日羽（JR-V09）－美袋（JR-V10）

## 注腳
1. ↑  岡山縣統計年報

## 外部連結
- 日羽｜車站資訊：JR出門網 - 西日本旅客鐵道